# Théo Montaigne
Théo Montaigne (* 3. August 2006) ist ein madagassischer Skirennläufer.

## Karriere
Montaigne wuchs in Lille auf. Sein internationales Renndebüt feierte er am 16. Dezember 2023 in Puy-Saint-Vincent bei einem Citizenrennen. Knapp anderthalb Monate später nahm er an den Juniorenweltmeisterschaften im Département Haute-Savoie teil, wobei er als einzige Platzierung den 56. Platz im Riesenslalom erreichte.
In den beiden darauffolgenden Jahren startete Montaigne hauptsächlich bei FIS und Juniorenrennen in Frankreich.
2025 nahm er erstmals an Alpinen Skiweltmeisterschaften teil. Im Riesenslalom erreichte er den 93. Platz, im Slalom verpasste er die Qualifikation für das Hauptrennen.

## Erfolge

### Weltmeisterschaften
- Saalbach 2025: 93. Riesenslalom, DNQ Slalom

### Juniorenweltmeisterschaften
- Haute-Savoie 2024: 56. Riesenslalom, DNF Slalom, DNF Team Kombination
- Tarvis 2025: 62. Riesenslalom, DNF Slalom